# Monza
Monza – miasto i gmina w północnych Włoszech, w regionie Lombardia, w prowincji Monza i Brianza, położone nad rzeką Lambro.
Monza położona jest 12 km na północ od Mediolanu. Dziś produkuje się tu m.in. tkaniny i dywany. Wśród zabytków katedra gotycka z XIV wieku. W skarbcu katedry przechowywana jest korona Teodolindy w formie opaski ozdobionej 180 kamieniami szlachetnymi w pięciu rzędach. Korona datowana na 627 rok jest najstarszą zachowaną.

## Komunikacja
Stacja kolejowa Monza i przystanek Monza Sobborghi.

## Sport
W 1922 roku w miejscowości został wybudowany tor wyścigowy Autodromo Nazionale di Monza, który mieści się w miejskim parku Monza. Jest to trzeci w historii stały tor wyścigowy. Gości na nim wiele imprez sportowych, między innymi Grand Prix Włoch, zaliczane do Mistrzostw Świata Formuły 1.
W mieście gra klub piłkarski A.C. Monza Brianza 1912, który aktualnie rozgrywa swoje mecze we włoskiej lidze Serie A
W roku 2006 w Monzy odbył się międzynarodowy festiwal gier komputerowych World Cyber Games.

## Zdjęcia

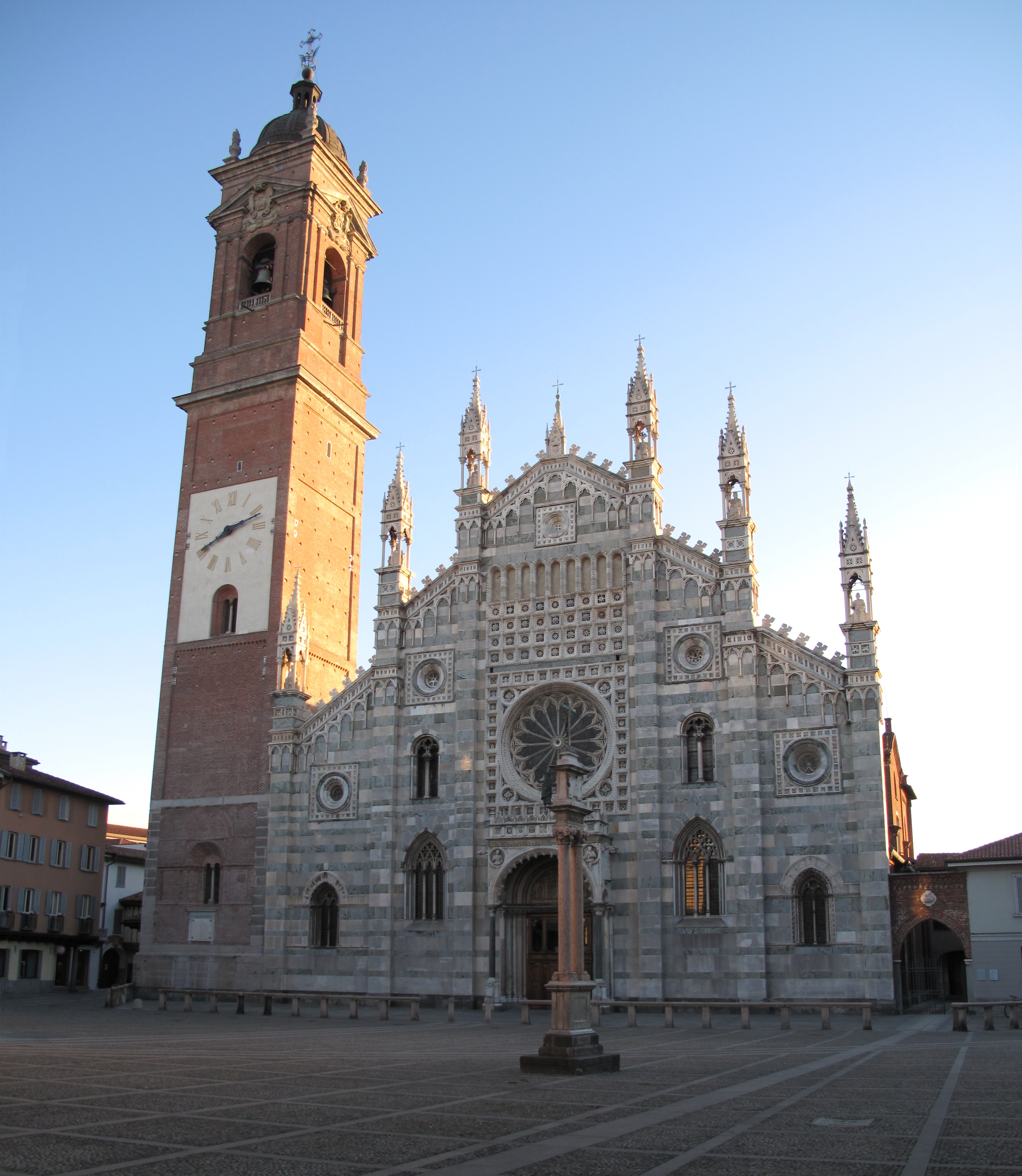
Katedra w Monzy
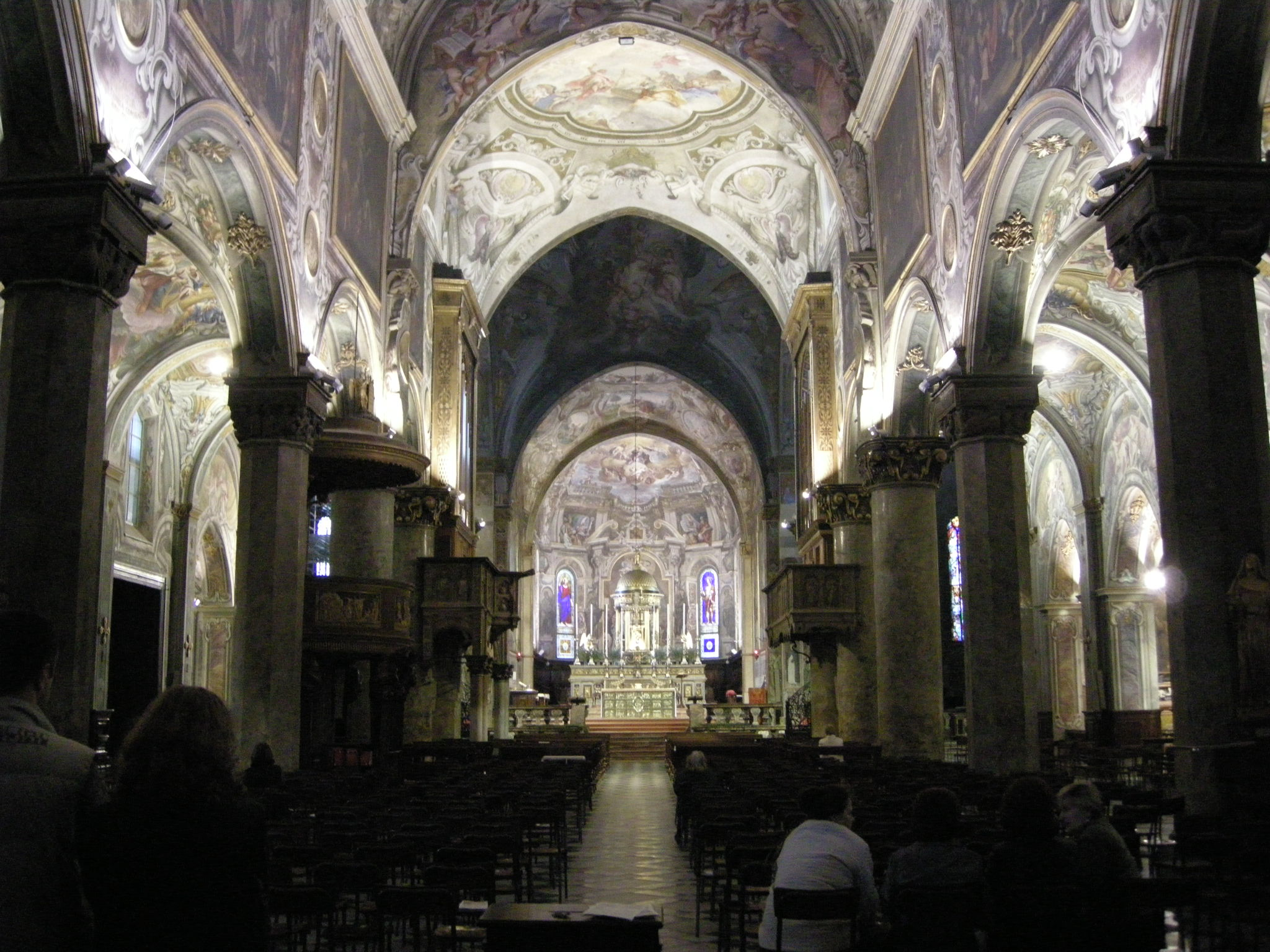
Katedra wewnątrz

## Współpraca
- Stany Zjednoczone: Indianapolis
- Czechy: Praga